# Zone of the Dead
Pour plus de détails, voir Fiche technique et Distribution.
Zone of the Dead (Зона мртвих, Zona mrtvih) est un film d'horreur hispano-italo-serbe réalisé par Milan Konjević et Milan Todorović et sorti en 2009.
C'est le 1er film de zombies en langue serbe et tourné en Serbie.

## Synopsis
Pancevo, en Serbie, se retrouve plongée dans la terreur après une fuite venant de la cuve d'un convoi de produits chimiques. Ce contact transforme alors les habitants de la ville en zombies. Un contretemps auquel Mortimer Reyes, Mina Milius et Belic, une équipe d'agents d’Interpol, devront faire face en s'alliant à un mystérieux prisonnier qu'ils devaient transférer à Londres...

## Fiche technique
- Titre international : Zone of the Dead
- Titre original : Зона мртвих (Zona mrtvih)
- Réalisation : Milan Konjevic et Milan Todorovic
- Scénario : Vukota Brajovic, Milan Konjevic et Milan Todorovic
- Production : Vukota Brajovic, Loris Curci, Zeljko Mitrovic et Milan Todorovic
- Musique : Stefano Caprioli
- Pays :  Serbie,  Espagne,  Italie
- Genre : Épouvante-Horreur et Action
- Langues : serbe et anglais
- Durée : 100 minutes
- Sortie : 
  -  Serbie : 22 février 2009
  -  France (DVD) : 25 mars 2010

## Distribution
- Ken Foree : Agent Mortimer Reyes
- Kristina Klebe : Agent Mina Milius
- Emilio Roso : Prisonnier
- Miodrag Krstović (en) : Inspecteur Dragan Belic
- Vukota Brajović : Armageddon
- Bojan Dimitrijević (en) : Rookie le flic
- Ariadna Cabrol : Angela
- Steve Agnew : Professeur
- Iskra Brajović (sr) : Yovana